# 云南澄广花
云南澄广花（学名：Orophea yunnanensis）为番荔枝科澄广花属的植物，是中国的特有植物。分布于中国大陆的云南等地，一般生长在山地林中，目前尚未由人工引种栽培。
种加词 yunnanensis 意为“云南的”。